# Томанич, Радивое
Радивое Томанич (серб. Радивоје Томанић; 1949, Велино-Село — 19 октября 2011, Баня-Лука) — сербский генерал и военный деятель, известный военачальник армии боснийских сербов в период войны в Боснии и Герцеговине.

## Биография
Родился в 1949 году в посёлке Велино-Село около Биелины (ныне Республика Сербская). До распада Югославии Томанич служил в Югославской Народной Армии в Приштинском корпусе, позднее занимал различные руководящие посты.
После начала гражданской войны в Югославии была образована армия боснийских сербов. Томанич, находившийся в Приштинском корпусе, прибыл оттуда в Республику Сербскую. В годы войны Томанич возглавлял 2-й Краинский корпус и отвечал за инженерные войска в Главном штабе Войска Республики Сербской. За время службы генерал Томанич несколько раз был награждён за храбрость, получил чин генерал-подполковника.
19 октября 2011 года он скончался в Баня-Луке. 21 октября 2011 года был похоронен с воинскими почестями на Ребровачском кладбище в Баня-Луке. Памятные мероприятия по случаю кончины Томанича прошли в Банском дворе.